# Mobile Homer
«Mobile Homer» (с англ. — «Мобильный Гомер») — тринадцатая серия шестнадцатого сезона мультсериала «Симпсоны». Впервые вышла в эфире американского телеканала Fox 20 марта 2005 года.

## Сюжет
Пока Мардж берёт с собой недовольных детей в воскресную поездку, Гомер вынужден прибраться в гараже. Там к нему в горло залезают пауки. Когда Мардж и дети возвращаются домой, они видят задыхающегося Гомера, которого придавила гаражная дверь. Лиза и Барт проводят реанимацию и спасают отца.
После инцидента Мардж настаивает на том, чтобы все члены семьи застраховали свои жизни. Однако Гомеру невозможно это сделать из-за его плохой истории болезни.
Мардж решает успокоиться и смотрит фильм, в котором жена плохо живёт после смерти мужа, потому что тот не застраховался. После этого Мардж начинает параноидально экономить деньги, покупая имитационные бренды злаков и кофе и убеждая Мэгги беречь свою соску. Однако Гомер расстраивается из-за мелочности супруги (особенно, когда она не позволяет ему тратить даже фальшивые деньги на покупку одного пива). Он пытается переубедить Мардж, отмечая, что имеет право использовать хотя бы часть денег, поскольку Гомер приносит их домой, но она отрицает его просьбу, отмечая, что он ничего не делает на своей работе. Гомер, злясь на новые требования от Мардж, берет деньги, которые она отложила, и делает первоначальный взнос за новый дом на колёсах. После того как он покупает свой вагончик, Мардж советует Гомеру наслаждаться им, потому что она теперь не разговаривает с ним.
Гомер начинает жить в своём вагончике. И он, и Мардж соревнуются за лояльность Барта и Лизы. К счастью для Гомера, его непосредственно детские способы дают ему в этом преимущество. Гомер обнаруживает колонну вагончиков на заправочной станции, и он приглашает их остаться у себя на заднем дворе. Раздражённая их поведением, Мардж отключает их от своего электричества, заставляя вновь обретённых друзей Гомера покинуть его. Гомер и Мардж начинают рассуждать всю ночь: Гомер называет их супружескую кровать «могильной плитой помыкания», а Мардж перечисляет все недостатки своего мужа. Опасаясь, что его родители могут расстаться, Барт решает, что он и Лиза должны вернуть вагончик для полного возмещения денег.
Узнав, что дети угнали дом на колёсах, Гомер и Мардж преследуют их. Барт и Лиза случайно оказываются на шоссе и заставляют своих родителей целоваться, чтобы те остановили вагончик. Но после того, как они целуются, Барт просит Гомера увеличить ему карманные деньги, что сердит Гомера, который, в свою очередь, начинает душить мальчика. Лиза начинает терять контроль над вагончиком, который падает с незавершенного ограждения для грузовиков на турецкий контейнерный корабль. Корабль покидает порт, но Мардж убеждает капитана развернуться, предложив ему 300 банок с грибным супом, который она купила на распродаже. С восстановлением брака Гомер говорит Мардж, что он вернет дом на колёсах следующим утром, и использует судовый кран, чтобы поместить автомобиль на ближайший пирс. К сожалению, его вес слишком велик для причала, он рушится и вагончик тонет в гавани, к большому разочарованию Гомера. После этого Мардж перестаёт волноваться о потере денег, потому что турецкие матросы нанесли небольшое количество гашиша в её еду, чтобы временно снять с неё напряжение.

## Трансляция
Во время премьеры на канале Fox эпизод просмотрели 8,6 млн человек.

## Оценки
В своей рецензии на сайте TV Squad Уолтер Дж. Киган-младший заметил, что, «хотя эпизод и не вызвал много смеха, в нём было достаточно тонкого симпсоновского юмора о SUV, турецких моряках и зловещих религиозных иконах». Киган-мл. нашёл интересным решением предоставить Мардж рассказать, что делает Гомер на работе, «поскольку складывается впечатление, что Гомер там больше не появляется».